# Silvino Navarro Vidal
Silvino Navarro Vidal (Monóvar, Alicante, 16 de junio de 1927-Valencia, 28 de marzo de 2020) fue un empresario, industrial e ingeniero químico español. Cofundador de la CEOE y fundador de la Asociaciación Valenciana de Empresarios (AVE),

## Biografía
Hijo del industrial Silvino Navarro Rico, y Consuelo Vidal Bonmatí, ama de casa. Su padre poseía una fábrica de aceite que abastecía a otra de sus empresas, La Industrial Turronera. Finalizada la Guerra Civil, la familia se instaló en Valencia, donde en 1940 se hicieron con el control de la antigua fábrica Hijos de Vicente Vicens, y en 1952 constituyeron la empresa familiar Incusa, dedicada a la fabricación de curtidos.
Tras realizar los estudios elementales y de bachillerato en el colegio de los Jesuitas de Valencia, Navarro Vidal se licenció en Ingeniería Química en el Instituto de Química de Sarrià (Barcelona). Posteriormente completó su formación profesional, realizando diversos cursos de especialización en la Escuela Tenería de Igualada, y en diversas industrias químicas de Alemania donde pasó por diversos puestos, desde obrero de planta hasta técnico de laboratorio.
Comenzó su carrera profesional por medio de Incusa, la empresa de su padre. Desde la dirección de la empresa, amplió el negocio del cuero, dedicándose a la preparación curtido y acabado de pieles para el calzado, confección y marroquinería.
Tiempo después fundó y presidió el Grupo Lederval, que estaba integrado por diversas empresas: Industrias del Curtido, S.A. (Incusa); Industrias Peleteras, S.A.(Inpelsa); Tenerias Argent,S.A. Tenerías Alfa,S.A. Espiel, S.A. y Derivados  del Colágeno, S.A.(Dercosa).
Falleció a los noventa y dos años el 28 de marzo de 2020, en su domicilio, víctima de las complicaciones provocadas por un ictus,

## Asociaciones
Silvino Navarro ha sido miembro de diversas asociaciones, entre las que destacan:
- Presidente de Asociación Química Española de la Industria del Cuero (AQEIC) (1960-1966)
- Presidente de Instituto Social Empresarial (ISE) (1964-1970)
- Presidente del Consejo Español de Curtidos (1978-1982)
- Cofundador de la Confederación Española de Organizaciones Empresariales (CEOE) (1977)
- Presidente de la Asociaciación Valenciana de Empresarios (AVE) (1984-1985)
- Miembro de  honor del Consejo de Administración de la Autoridad Portuaria de Valencia.
- Miembro de la Fundación de Estudios Avanzados
- Miembro de la Asociación Valenciana de Caridad de Fontilles.
- Promotor de los premios Jaime I de Medio Ambiente, Investigación, Economía y Medicina.
- miembro  y vicepresidente del patronato de la Escuela Superior de Estudios Empresariales de Valencia (ESEE).

## Premios
- Pro-hombre de Valencia (1975)
- Premio a la Exportación (1976 y 1982)
- Distinción al Mérito Empresarial y Social de la Generalitat (2017)[9]